# Unité urbaine de Fontenay-le-Comte
L’unité urbaine de Fontenay-le-Comte est une unité urbaine française située dans le département de la Vendée et la région des Pays de la Loire.

## Données générales
Elle se situe à l’extrême sud-ouest de la région des Pays-de-la-Loire et au sud-est du département de la Vendée, dans un territoire marqué du point de vue paysager par le Bas-Bocage, la Plaine et le Marais poitevin.
Dans le zonage réalisé par l'Insee en 1999, l'unité urbaine était composée de trois communes.
Dans le zonage réalisé en 2010, l'unité urbaine était composée de quatre communes, celle de Longèves ayant été ajoutée au périmètre.
Dans le nouveau zonage réalisé en 2020, elle est composée des quatre mêmes communes.
En 2022, avec 17 111 habitants, elle représente la 6e unité urbaine du département de Vendée et occupe le 22e rang dans la région Pays de la Loire.
En 2020, sa densité de population s'élève à 244 hab/km2. Par sa superficie, elle ne représente que 1 % du territoire départemental mais, par sa population, elle regroupe 2,37 % de la population du département de Vendée.

## Composition 2020 de l'unité urbaine
Elle est composée des quatre communes suivantes :
| Nom                              | Code Insee | Département | Statut       | Superficie (km2) | Population (dernière pop. légale) | Densité (hab./km2) | Modifier                                    |
| -------------------------------- | ---------- | ----------- | ------------ | ---------------- | --------------------------------- | ------------------ | ------------------------------------------- |
| Fontenay-le-Comte (ville-centre) | 85092      | Vendée      | ville-centre | 34,05            | 13 806 (2022)                     | 405                | modifier les données · modifier les données |
| Longèves                         | 85126      | Vendée      | banlieue     | 11,72            | 1 360 (2022)                      | 116                | modifier les données · modifier les données |
| L'Orbrie                         | 85167      | Vendée      | banlieue     | 9,63             | 801 (2022)                        | 83                 | modifier les données · modifier les données |
| Pissotte                         | 85176      | Vendée      | banlieue     | 11,96            | 1 144 (2022)                      | 96                 | modifier les données · modifier les données |

## Évolution démographique
| 1968   | 1975   | 1982   | 1990   | 1999   | 2008   | 2013   | 2020   |
| ------ | ------ | ------ | ------ | ------ | ------ | ------ | ------ |
| 14 688 | 17 249 | 17 768 | 17 143 | 16 577 | 17 555 | 16 896 | 16 424 |

#### Données générales
- Unité urbaine
- Aire d'attraction d'une ville
- Aire urbaine (France)
- Liste des unités urbaines de France

#### Données démographiques en rapport avec l'unité urbaine de Fontenay-le-Comte
- Aire d'attraction de Fontenay-le-Comte
- Arrondissement de Fontenay-le-Comte

#### Données démographiques en rapport avec la Vendée
- Démographie de la Vendée